# كينت فورد
كينت فورد (بالإنجليزية: Kent Ford)‏ هو عالم فلك أمريكي، ولد في 8 أبريل 1931 في كليفتون فورغ في الولايات المتحدة.